# Cúpula entre Brasil e China em 2023
A cúpula entre Brasil e China em 2023 foi uma visita de Estado de quatro dias realizada por Luiz Inácio Lula da Silva, o Presidente do Brasil, à China, de 11 a 14 de abril de 2023. Foi a primeira visita de Lula à China desde que assumiu seu terceiro mandato em janeiro de 2023. Ele foi acompanhado por uma delegação com mais de 240 CEOs, políticos e autoridades do governo e se encontrou com a comunidade empresarial brasileira na China. Ele também se reuniu com Xi Jinping, Secretário-Geral do Partido Comunista Chinês e Presidente da China, para discutir várias questões, especialmente a guerra em curso na Ucrânia e os possíveis papéis do Brasil e da China como mediadores entre a Rússia e o Ocidente.

## Antecedentes
Após quatro anos de relações tensas entre os dois países, enfraquecidas por ataques à China pelo ex-presidente Jair Bolsonaro, Lula assumiu o cargo com a missão de "relançar" o relacionamento Brasil-China como um dos principais objetivos de sua política externa no novo mandato.  As discussões sobre como o Brasil e a China poderiam desempenhar um papel de mediação no conflito entre Ucrânia e Rússia também estavam na pauta. Lula também participou da posse de Dilma Rousseff como Presidente do Banco dos BRICS em Xangai.

## Agenda
O Brasil estabeleceu várias prioridades de agenda para o diálogo com seus parceiros chineses:
- Revitalizar a parceria estratégica Brasil-China
- Reposicionar o Brasil no cenário global
- Reposicionar o sul global como um ator importante no cenário global
- Discussões sobre a guerra na Ucrânia e os papéis do Brasil e da China como mediadores
- Discutir o papel dos Estados Unidos e da União Europeia na guerra
- Assinatura de vários acordos econômicos, tecnológicos e culturais
- Discutir a redução da dependência dos dois países em relação ao dólar
- Discutir a expansão da adesão ao BRICS
- Discutir a adesão do Brasil à iniciativa do Cinturão e Rota da China